# Johann Michael Babelitsch
Johann Michael Babelitsch (auch Johann Michael Babenlitsch; * in Böhmen; † 14. März 1781 in Aub) war ein Stuckateur. Er wirkte vor allem im Süden des Hochstifts Würzburg.

## Leben
Johann Michael Babelitsch wurde wahrscheinlich in Böhmen geboren. Über die Familie des späteren Stuckateurs ist nichts bekannt. Fassbar wird er in den Quellen erst 1721 bzw. 1722, als er der Stadt Aub ein „Burger- und Einzugsgeld“ entrichtete. Ein Jahr später besaß er in der Stadt, die zum Hochstift Würzburg gehörte, bereits ein Haus im Deutschordensviertel. Mit seiner Einbürgerung wurde er Untertan des Deutschen Ordens. Die erhaltenen Steuerveranlagungen seiner Werkstatt zeichnen das Bild eines erfolgreichen Handwerkers, der ausschließlich von seinen Arbeiten leben konnte.
Babelitsch gehörte zu den Künstlern, die sich in ihrem Stil an der Bildhauerwerkstatt der Familie Auwera orientierten. Er schuf vor allem Stuckdecken, war daneben aber auch als Faßmaler tätig und führte Marmorierungsarbeiten aus. Außerdem war er als Tüncher tätig. In der Auber Judenschule übernahm er das Ausstreichen der Fachwerkrahmen mit Lehm. Als bedeutendstes Werk aus der Hand Babelitschs hat sich die Stuckdecke in der Gelchsheimer Kappl erhalten, die den Gegeißelten Heiland zeigt.
Aus dem Jahr 1750 hat sich eine Klage bei der Regierung des Ordens in Mergentheim erhalten. Danach war das Haus mitsamt den Werkstattutensilien verbrannt. Zwar erhielt er zwei Jahre später ein Darlehen über 400 Gulden aus der Rentamtskasse des Ordens, allerdings erholte sich Babelitsch von diesem Schlag wohl nie mehr. Babelitsch arbeitete bis ins hohe Alter weiter und vollendete mit über 70 Jahren noch Stuckdecken im Einflussbereich des Würzburger Fürstbischofs. Er starb verarmt am 14. März 1781 im Pfründnerspital seiner Heimatstadt Aub.

## Werke (Auswahl)

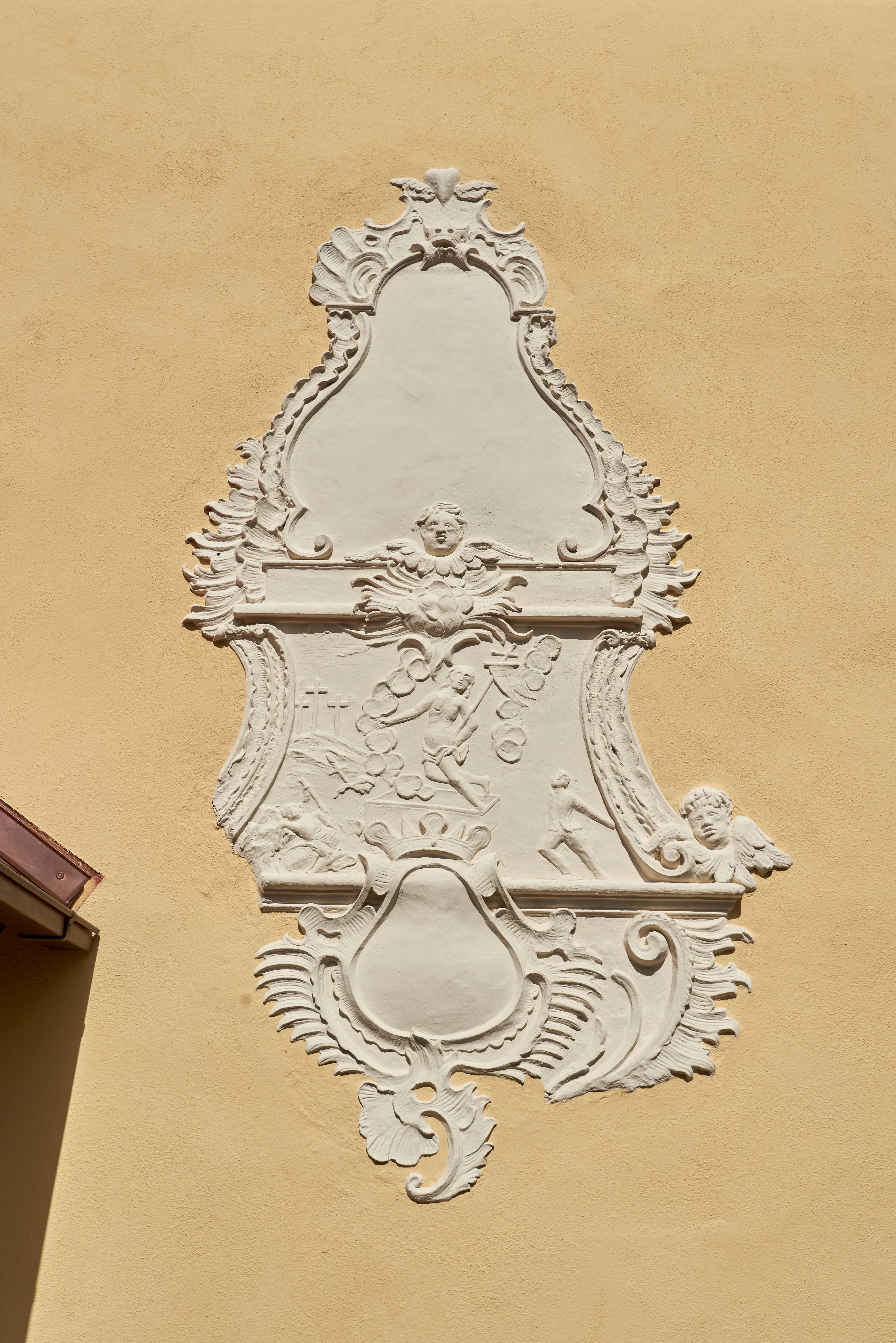
Das Grabrelief an der Pfarrkirche in Lipprichhausen

- 1732, Weikersheim, Jagdschloss Karlshöhe, Stuckreliefs u. a.
- 1732, Aub, Rathaus, Stuckdecke
- 1737, Bolzhausen, Pfarrkirche, Kanzelfassung
- 1746, Aub, Synagoge, Fachwerkbau
- 1751/1752, Aub, Stadtpfarrkirche, Stuckdecke
- 1753, Rodheim, Pfarrkirche, Stuckdecke
- 1766, Wolkshausen, Pfarrkirche, Stuckdecken
- 1766/1767, Hemmersheim, Pfarrkirche, Stuckdecke
- 1771, Gelchsheim, Kappl, Stuckdecken
- 1771, Aub, Hauptstraße 11, Stuckdecke
- 1771, Lipprichhausen, Pfarrkirche, Grabrelief u. a.[2]